# Samuel Isperuszoon Wiselius
Samuel Isperuszoon Wiselius, (letteralmente Iperus il giovane o Samuel figlio di Iperus, l'omonimo padre) (Amsterdam, 4 febbraio 1769 – Amsterdam, 15 maggio 1845), è stato un politico e scrittore olandese.
Eminente figura patrioti, ebbe un ruolo politico rilevante nella breve Repubblica Batava: specie nella liquidazione della Compagnia Olandese delle Indie Orientali.  Successivamente si convertì alla causa anti-napoleonica e divenne fra le figure più in vista della restaurazione olandese. Fu anche avvocato, storico, autore di poemi e tragedie.

## Origini
Nacque ad Amsterdam, città in cui crebbe, unico figlio del mercante di olio Iperus Wiselius,
Il padre era esponente del partito dei patrioti, tanto da occupare la carica di capitano della guardia civica (schutterij).
Il giovane Wiselius studiò legge e lettere classiche all’Athenaeum Illustre (il predecessore dell'attuale università di Amsterdam). Un'educazione che lo avrebbe reso nutrito della lettura dei poeti classici antichi e moderni, condizionandone l'intera esistenza. Letteraria, ma anche politica.

## La prima rivoluzione batava

### Lo stallo politica delle Province Unite
La tradizione repubblicana di ascendenza romana antica e la passione per le tradizioni repubblicane della propria patria, ne avevano fatto uno spirito arguto e voltairiano, con delle visioni politiche ben oltre quelle del proprio tempo. L'antica Repubblica delle Sette Province Unite, infatti, era gravata da una triplice arretratezza:
- una diarchia de facto: da un lato le aristocrazie locali che componevano le assemblee elettive di ciascuna delle sette province, dall'altro lo statolder, teoricamente un capo militare, in pratica un quasi-monarca, per giunta dal 1747 appannaggio ereditario della Casa di Orange-Nassau. Essendo entrambe dotati di poteri teoricamente illimitati e, comunque, assai confusi, la lotta politica era, da secoli, dominata da un'ostinata lotta di potere fra un partito repubblicano ed un partito del principe;
- una colonizzazione interna: circa il 20% del territorio non faceva parte di una delle sette Province, bensì apparteneva alla cosiddetta Generalità (generaliteit), amministrata dalle Sette Province alla stregua di una colonia interna (Generaliteitslanden)[3];
- un'esclusione de iure dei cittadini cattolici e mennoniti (meno numerosi), tradizionalmente discriminati per favorire dei definiti membri della Chiesa riformata olandese.

### Nascita del partito dei Patrioti
Tale tradizionale dialettica venne sconvolta dagli avvenimenti seguiti alla guerra d'indipendenza americana: insorte le tredici colonie e entrate nel conflitto Francia e Spagna, le Province Unite rifiutarono il proprio appoggio alla Gran Bretagna ed il patriziato commerciale ostile agli Orange-Nassau forzò la situazione sino a spingere la corte di San Giacomo ad iniziare la quarta guerra anglo-olandese (1780-1784).
Essa fu, sin dall'inizio, segnata dalla disastrosa impreparazione militare delle Province Unite: essa permise alla Gran Bretagna di occupare molte delle colonie e basi olandesi sparse per il mondo e di bloccare ermeticamente le coste metropolitane, producendo effetti devastanti sul commercio e l'industria dei Paesi Bassi.
Fu questo il brodo di coltura per la nascita di un nuovo movimento, che, stanti le circostanze belliche, prese a chiamarsi con un nuovo nome: i Patrioti (o partito democratico). Politicamente, esso ereditava la tradizionale polemica del partito repubblicano contro la concentrazione dei poteri nella persona dello statolder. Vi aggiunsero, però, nuove rivendicazioni democratiche, alimentate da intellettuali quali Joan Derk van der Capellen.
Decisamente influenzati dalla Rivoluzione Americana e dall'Illuminismo dei polemisti francesi degli anni '80, a cominciare dal Rousseau del Contratto sociale, i 'Patrioti' miravano a rifondare la Repubblica delle Sette Province Unite su nuove basi.

### Precipitazione della crisi: la prima rivoluzione batava
Un primo tentativo era stato nell'agosto del 1786 con la cosiddetta Prima Rivoluzione batava, ma era stato represso l'anno successivo dall'intervento di un corpo di spedizione prussiano, appoggiato dall'Inghilterra.
Molti Patrioti erano stati costretti all'esilio, ma non il Wiselius, che non si era compromesso in azioni militari. Mentre il padre che nel maggio 1787, al culmine della rivoluzione, venne promosso da capitano a colonnello della guardia civica della rivoluzionaria Amsterdam, Wiselius, al contrario, si era limitato a compiere un viaggio, nel 1786, a Franeker, in Frisia, ove ebbe modo di mostrare un proprio saggio (perduto) sullo smantellamento, nel 1650, della locale milizia civica a Johan Valckenaer e Theodorus van Kooten: due professori di fede 'democratica' alla locale accademia, che avrebbero condiviso con il giovane Wiselius i successi politici degli anni successivi alla seconda rivoluzione.

## La restaurazione orangista

### Giovane avvocato a Leida
In quegli anni Wiselius egli non pubblicò più nessun contributo. Completò, piuttosto, il proprio dottorato presso la Università di Leida, nel 1790, dove fu allievo del Kluit: un linguista e storico che aveva dedicato un notevole sforzo a documentare le origini anti-aristocratiche del governo delle Sette Province. Dopodiché venne ammesso ad esercitare la professione di avvocato del 'Concilio di Olanda', un organo amministrativo che svolgeva parimenti funzioni di corte di giustizia.
Iniziata la nuova professione, egli tuttavia non esitò ad unirsi ai tentativi di riorganizzazione in corso: nel 1791, si ponesse fra i fondatori, a Leida, di una fratellanza battezzata l'Infanterie des Cinq Sabres ("Fanteria delle Cinque Sciabole ") at Leiden, una loggia di ispirazione massonica.

### La società cripto-patriotticaDoctrina et Amicitia
Nel 1793 si ritrasferì ad Amsterdam, ove venne attivamente coinvolto nelle attività della locale società letteraria Doctrina et Amicitia, della quale fu bibliotecario nel 1792 e primo segretario nel 1794. Ufficialmente un cenacolo letterario, in effetti un club politico, centro dell'attività dei 'Patrioti' non espatriati in Francia e nei Paesi Bassi austriaci. Wiselius era fra i membri più radicali: frontalmente ostile al regime dello statolder ed alla storica autonomia delle Province. Per la Doctrina et Amicitia tenne tre lezioni: nella prima, del novembre 1789, sostenne il diritto all'autodifesa contro un governo tirannico, nella seconda, del 1791, predicò il diritto all'eguaglianza politica, contro i privilegi delle aristocrazie che controllavano gli Stati Provinciali delle Sette Province Unite, nella terza, dell'inizio 1793, discusse l'inferiorità del governo aristocratico rispetto ad un governo basato sull'eguaglianza dei diritti politici ed a predicò l'ontologica esigenza delle costituzioni ad essere adattati, di volta in volta, alle necessità dei tempi.

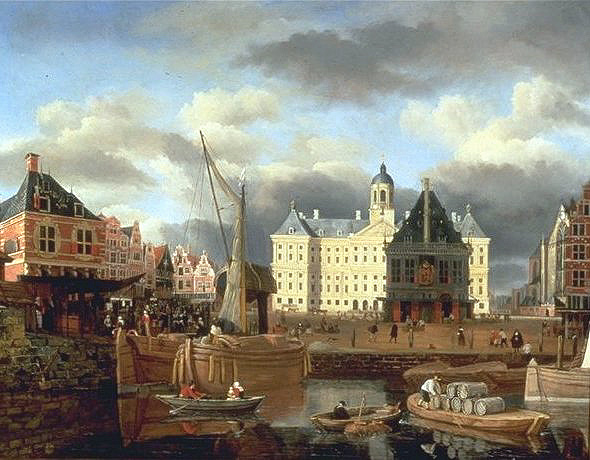
L'Antico Municipio di Amsterdam, oggi Palazzo Reale, opera del Jan van Kessel, 1668.

## La Repubblica Batava

### La guerra con la Francia rivoluzionaria
Il 20 aprile 1792 l'Assemblea Nazionale Francese, dichiarava guerra ad Austria e Prussia. Con la battaglia di Jemappes, del 6 novembre, venivano occupati ed annessi i Paesi Bassi austriaci. Il 1º febbraio 1793 la Convenzione Nazionale, succeduta all'Assemblea Nazionale, dichiarava guerra anche alla Gran Bretagna ed alle Province Unite, a loro unite da una alleanza difensiva.
All'avvicinarsi degli eserciti rivoluzionari, i Patrioti presero a prepararsi per una nuova rivoluzione ed a rifornirsi di armi: nel novembre 1794 uno di questi depositi in Amsterdam venne scoperto, costringendo Jacobus van Staphorst ed il Krayenhoff ad abbandonare precipitosamente la città. La Doctrina et Amicitia venne chiusa d'imperio, senza che il Wiselius, che ne era divenuto presidente, potesse opporsi.

### L'Invasione francese e la seconda rivoluzione batava
L'8 gennaio 1795 l'armata del generale Pichegru attraversò il fiume Waal gelato e mandava avanti l'olandese generale Daendels, per dare sostegno ai Patrioti in procinto di passare all'azione. Nella grande città di Amsterdam, questa parte toccò ad un comitato rivoluzionario, del quale faceva parte il Wiselius: insieme al Nicolaas van Staphorst ed altri occuparono il municipio (oggi noto come Palazzo Reale), sulla piazza principale, la Dam, ove convinsero i membri del governo cittadino ad arrendersi all'inevitabile. All'indomani, i nuovi padroni elessero Rutger Jan Schimmelpenninck quale loro nuovo presidente.
Tali avvenimenti convinsero statolder Guglielmo V all'esilio: il 18 gennaio si imbarcò in una vicina spiaggia per l'Inghilterra. Il 19, Daendels occupava Amsterdam. Si concludeva così la Seconda Rivoluzione batava, senza morti, tanto che è ricordata anche come rivoluzione di velluto.

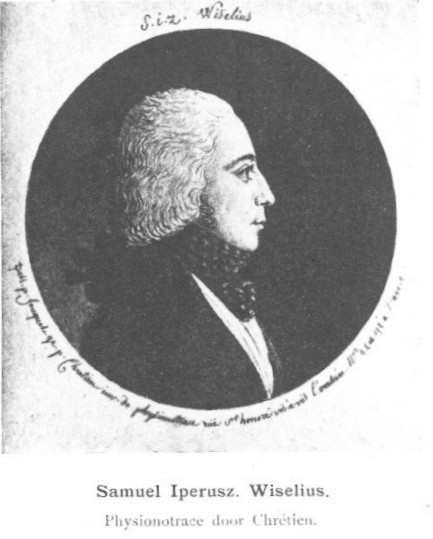
Ritratto del Wiselius, opera del Chrétien, probabilmente realizzato nel 1798, in occasione di una sua visita a Parigi

### Sostenitore di una costituzione centralizzata
Insieme al giurista Pieter Paulus, Wiselius si distinse nella richiesta di un'integrale riorganizzazione della vecchia Repubblica delle Sette Province Unite, in senso decisamente più centralista. Ciò significava abbandonare gli antichi principi della, gloriosa ma anacronistica, Unione di Utrecht, del 23 gennaio 1579: la definiva debole, poco coerente e, in molti aspetti, violata quasi ogni giorno. Il grande potere delle assemblee di ciascuna provincia (gli 'Stati Provinciali'), da legislative, esecutive e giudiziarie, dovevano essere ridotti a funzioni sostanzialmente amministrative.

### La crisi della Compagnia Olandese delle Indie Orientali
Giunto in Inghilterra, lo statolder, in odio alla neo-proclamata Repubblica Batava, sottoscrisse delle speciali lettere, indirizzate ai governatori delle varie colonie delle Provincie Unite, contenenti l'ordine di consegnarsi alla Royal Navy. Gli effetti furono travolgenti: si arrese la Colonia del Capo, seguita da Malacca, Ceylon e dalle Molucche; nella primavera del 1796 seguirono Berbice, Demerara ed Essequibo (oggi Guiana britannica).
A questo quadro faceva eccezione la sola grande base di Giava: stante la sua ricchezza e centralità commerciale, la Compagnia Olandese delle Indie Orientali (Vereenigde Oostindische Compagnie o VOC) vi aveva costruito un controllo forte. E la grande base era la sola, appunto, che ancora resisteva.
Complessivamente, però, il crollo del commercio coloniale si aggiunse ai disastrosi effetti dell'ultima guerra anglo-olandese e fece giungere al pettine la crisi finanziaria della VOC: dopo aver fatto la fortuna delle Province Unite, a partire dal '700 essa aveva continuato a pagare lauti dividendi, mentre i profitti diminuivano, giungendo, come inevitabile, al collasso finanziario. La Repubblica Batava, per giunta, vi vedeva un simbolo del potere dell’Ancien Régime.

### Presidente del Comitato per le Indie Orientali
Essa fu, quindi, finalmente in grado di affrontare la situazione: nel 1796 venne nominato un Comitato per il commercio ed i possedimenti nelle Indie Orientali di ventotto membri: fra i quali il Wiselius, che ne divenne presidente.
Al termine del processo di riorganizzazione, il 1º gennaio 1800 la VOC venne liquidata, le sue 'Camere' chiuse e parte del personale dimesso, il debito ed i possedimenti territoriali divennero proprietà diretta dello stato. In definitiva, la Repubblica si trovava ad essere diretta proprietaria di un vasto impero coloniale, in gran parte, però, occupato militarmente dalla Royal Navy.
Da notare che Wiselius, seguendo le proprie propensioni di storico documentarista (apprese dal Kluit, suo antico professore a Leida), nel 1796 comandò un'accurata organizzazione ed indagine dell'immenso materiale documentario raccolto negli archivi della VOC e trasferito ad Amsterdam.

### I due colpi di stato del 1798
Nel frattempo, però, Wiselius, forte dei suoi legami politici, fece del Comitato quasi un organo indipendente dello Stato, ed aveva messo da parte una discreta fortuna. Ciò che gli consentì di giocare un ruolo nel complicato scontro circa la nuova Costituzione della Repubblica Batava, che oppose i 'Federalisti' (favorevoli ad una marcata autonomia delle antiche province) agli 'Unitari' (favorevoli ad un governo fortemente centralizzato), fra i quali il Wiselius. Vi erano stati due colpi di stato ai danni della maggioranza 'federalista' dell'assemblea legislativa: il primo del 22 gennaio 1798 dal Pieter Vreede, dal Fijnje e dal Van Langen, il secondo del 12 giugno dello stesso anno, comandato dal generale Daendels, entrambe appoggiati dalle truppe di occupazione francesi.

### Inasprimento del controllo politico dell'occupante francese
Totalmente determinato alla mobilitazione degli stati satelliti per il servizio del Primo Impero francese, Napoleone il Grande impose la successione della Repubblica Batava con un nuovo Regno d'Olanda, la cui corona affidò al proprio fratello minore, Luigi Buonaparte. Il nuovo re giunse all'Aia il 22 giugno 1806.
La partita si concluse definitivamente nel 1801-1802, con due nuove costituzioni decisamente 'unitarie'. Wiselius, però, non poté goderne pienamente, in quanto le precedenti vicende avevano largamente dimostrato la propria influenza politica. Ben oltre il limite che la potenza protettrice francese avesse intenzione di tollerare, considerato che Napoleone tendeva a ridurre viepiù l'ambito di autonomia della Repubblica, ad esclusivo servizio della propria politica imperiale.
Per giunta, nel 1801, Wiselius si era messo in cattiva luce pubblicando un pamphlet critico nei confronti di Guillelmus Titsingh, già fra gli amministratori della VOC.
Ciò fece sì che Wiselius fosse rimosso dalla gestione degli affari in estremo oriente, venendo escluso dalla lista di nove membri di un secondo, simile, comitato successivamente istituito: il Concilio per i possedimenti e gli stabilimenti commerciali in Asia.
Wiselius, furioso, accusò i nuovi amministratori di cattiva amministrazione. Ma non ottenne che una sostanziale emarginazione.

## Il Regno napoleonico d'Olanda

### La fine della Repubblica Batava
Totalmente determinato alla mobilitazione degli stati satelliti per il servizio del Primo Impero francese, Napoleone il Grande impose la successione della Repubblica Batava con un nuovo Regno d'Olanda, la cui corona affidò al proprio fratello minore, Luigi Buonaparte.
Il nuovo re giunse all'Aia il 22 giugno 1806: la sua nomina, però, causò nei Paesi Bassi veementi proteste.

### Inizio dell'emarginazione politica del Wiselius
Wiselius fu tra coloro che rifiutarono di offrire i propri servizi al "Signor Buonaparte" (den heer Bonaparte). Anzi, fu uno dei pochi che non vollero mai avere nulla a che fare con i due Buonaparte.
Lasciato privo di incarichi, Wiselius si ritirò nella casa di campagna sulle rive della Vecht, presso Utrecht, ove compose una storia della Grecia antica ed una della città di Amsterdam, poemi e, soprattutto, tragedie in olandese. Editò degli statuti del 1275. Venne coinvolto nella ricostruzione del castello di Muiderslot, che prese ad ospitare un museo.

## L'annessione dell'Olanda all'Impero francese

### La fine del Regno d'Olanda
Quale primo effetto, le richieste militari salirono ulteriormente a 40'000 soldati ed una più grande marina da guerra. Tale riarmo, tuttavia, non era in principio contrario agli interessi del Regno d'Olanda. Anzi, dava seguito ad esigenze segnalate dallo stesso statolder Guglielmo V sin dal 1767 e la cui inderogabilità era stata ben segnalata dal disastro alla Quarta guerra anglo-olandese. Il problema fondamentale, semmai, era rappresentato dalla cronica crisi dei commerci, che riducevano drammaticamente le entrate dello Stato. Anzitutto legata alla perdita delle colonie, essa venne ulteriormente aggravata dall'imposizione, con il 'decreto di Berlino' del 1º novembre 1806, del Blocco continentale, poi ottusamente applicato da un piccolo esercito di doganieri.
Invano re Luigi protestava presso il fratello: egli ottenne unicamente di scontentarlo, sino a spingerlo a dimissionarlo, il 1º luglio 1810. Dopodiché, il 9 luglio seguente, il Regno d'Olanda venne annesso all'Impero francese.

### Passaggio al fronte anti-francese
Wiselius, trascorse questi anni in un dorato esilio da Amsterdam, che, tuttavia, non interruppe i frequenti contatti epistolari che egli teneva, da anni, con quasi tutti i maggiori esponenti della vecchia Repubblica Batava, tanto che esso costituisce una fonte essenziale per la comprensione dell'intero periodo franco-bataviano.
Come dimostra l'episodio di un anonimo pamphlet anti-napoleonico, Un appello al popolo batavo (Oproeping aan het Bataafse volk): opera di Maria Aletta Hulshoff, esso venne da molti attribuito allo stesso Wiselius. Questi ne negò la paternità, ma diede lui stesso aiuto alla vera autrice per rifugiarsi, nel 1810, in Inghilterra, da dove, l'anno successivo, si trasferì a New York.

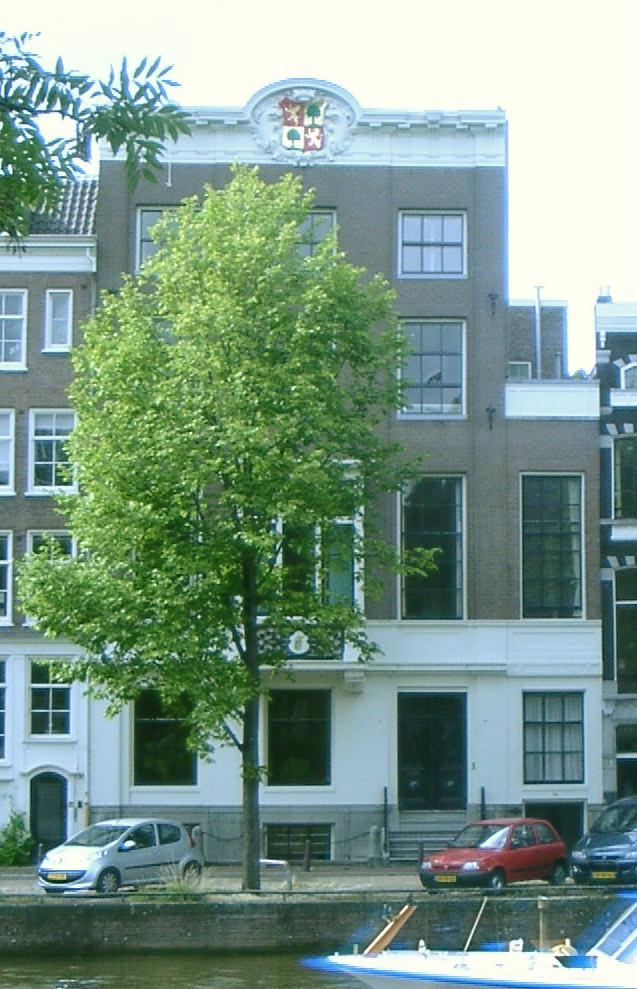
L'edificio della Nieuwe Herengracht n. 99

## Il Regno dei Paesi Bassi

### Crollo del consenso all'occupazione francese
Il primo anno del dominio diretto di Napoleone vide la perdita dell'ultima colonia, Giava, caduta il 18 settembre 1811 di fronte ad un grosso corpo di spedizione inglese. In definitiva, l'alleanza e l'annessione francese avevano portato l'antica potenza coloniale alla rovina commerciale. Un esito che confermava quello della Quarta guerra anglo-olandese ed una lezione che suggeriva l'opportunità di appoggiarsi ai nemici di Napoleone: gli Orange-Nassau e la potente Inghilterra.

### Il rientro del figlio dellostatolder
Toccò al figlio del defunto statolder, il giovane Principe d'Orange, mettere a frutto la mutata situazione: già il 27 aprile 1813, con Napoleone ancora saldamente insediato in Germania, pattuiva con il ministro degli esteri britannico Castlereagh le linee generali della restaurazione: restituzione delle antiche colonie, estensione delle frontiere delle Province Unite verso ovest, nuovo sistema di governo che sappia riconciliare i desideri delle Province Unite con quello delle potenze.
Il 30 novembre, un mese e mezzo dopo la sconfitta napoleonica alla battaglia di Lipsia, il Principe d'Orange rientrava nei Paesi Bassi, a Scheveningen, eppoi all'Aia, accolto con entusiasmo. Dopodiché, il 2 dicembre, entrava nel città simbolo del ‘partito dei Patrioti’: Amsterdam.

### Anima della riconciliazione fra gli Orange ed i Patrioti
Lì era stato preceduto da un proclama, predisposto dal Wiselius, insieme ad altri vecchi membri della Doctrina et Amicitia, che recitava:Non è a Guglielmo VI che il popolo ha chiesto di tornare … è Guglielmo I, che, quale principe sovrano, secondo i desideri degli Olandesi, appare in mezzo al popolo. Al che il Principe d'Orange dovette accettare l'investitura dalla vostra fiducia, dal vostro amore, ovvero dalla volontà popolare e, per giunta, sotto garanzia di una nuova costituzione, già imposta dal Castlereagh.
Si trattava di un passaggio tutt'altro che scontato, in quanto i protettori britannici del rientrante Principe avrebbero di gran lunga preferito fondarne i poteri sul consenso delle grandi potenze (come, di lì a poco, sarebbe accaduto con Luigi XVIII di Francia). Basti a dimostrarlo la circostanza che il Trattato anglo-olandese firmato ancora l'anno successivo, il 3 agosto 1814, i rappresentanti olandesi firmarono a nome di Guglielmo, statolder della Province Unite. Non del principe sovrano.
In definitiva, quindi, i vecchi Patrioti avevano ottenuto di 'mettere il proprio cappello' alla trasformazione in corso: un sovrano e non uno statolder, le premesse per una costituzione centralista e non il ritorno all'antica iper-autonomia delle Province. Senza dimenticare che, accettando il loro patronato, il Principe d'Orange poneva le premesse della loro prossima cooptazione nel nuovo apparato di governo: un esito non scontato per gli acerrimi avversari del di lui padre.

### Fra i notabili della seconda restaurazione orangista
In definitiva, Wiselius aveva reso importanti servizi al rientrante Principe d'Orange. Guglielmo seppe essere riconoscente: prima propose al Wiselius un incarico a Batavia, ma questi rifiutò, anche a causa della recente morte della moglie. Accettò, invece, l'incarico di direttore della polizia di Amsterdam. Nel 1815, venne nominato cavaliere del neonato Ordine del leone belga. Nel 1817, Wiselius venne membro della Accademia Reale delle Arti e delle Scienze dei Paesi Bassi (KNI), come successore del Bilderdijk e segretario della sezione di letteratura olandese.
D'altra parte, un simile fenomeno di cooptazione ebbe luogo anche a vantaggio di altri esponenti del regime bataviano, anche assai più compromessi del Wiselius: ad esempio il Van Maanen.

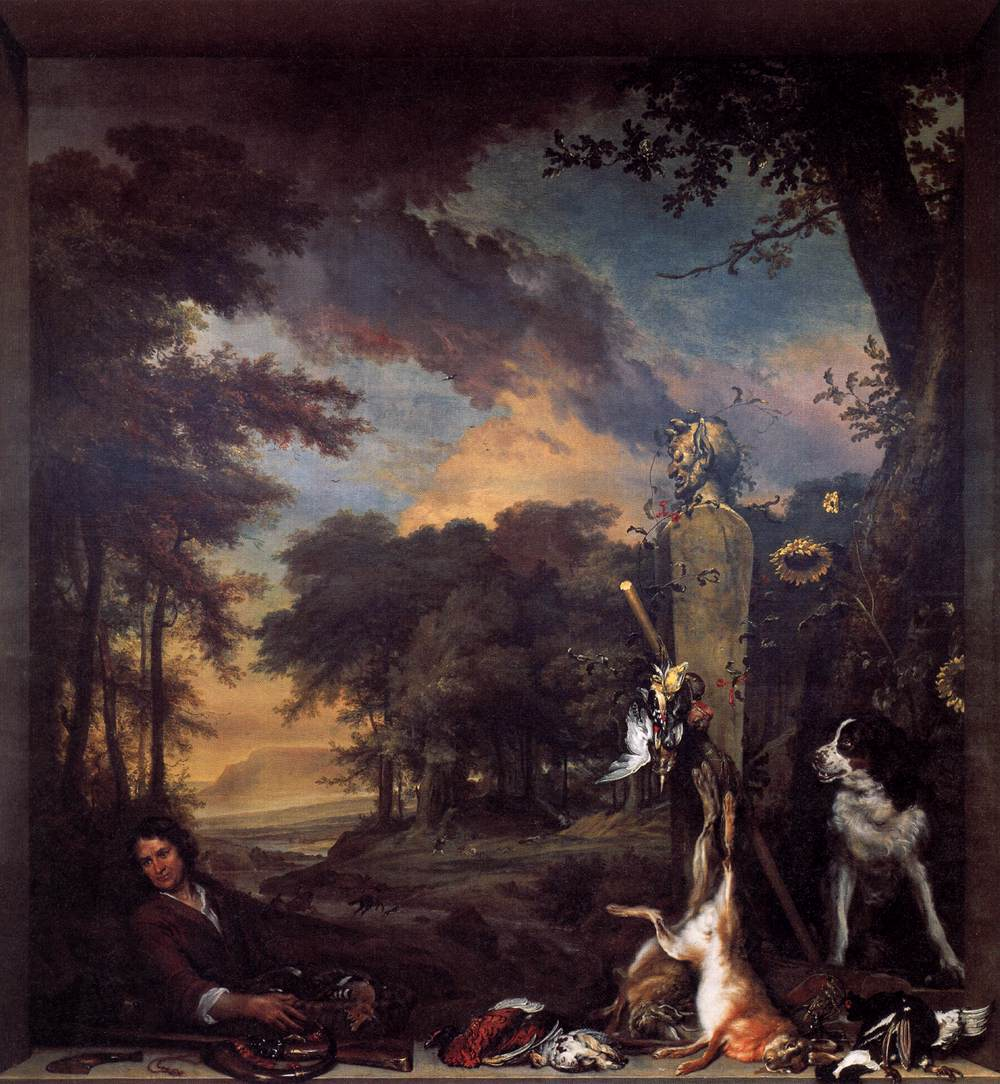
Paesaggio con cacciatore e prede, o allegoria del senso dell'olfatto, opera del Jan Weenix. Già in proprietà del Wiselius. Oggi presso le Gallerie Nazionali Scozzesi.

### Successi quale letterato di corte
In questi anni terminò alcune delle sue opere allora più popolari: la tragedia Polidoro ed il poema in due canti la Gloria, entrambe del 1814; quattro volumi di poesie diverse, del 1818-19, la tragedia Ion, del 1818, che venne rappresentata (occorre dirlo?) dal gran Teatro Nazionale di Amsterdam.
Complessivamente, veniva ricordato per aver fatto passare nella sua lingua natale le bellezze dei classici antichi e moderni. Tanto che i critici letterari dell'epoca, che ancora lo conoscevano, potevano liquidarlo come un accademico.. Ed i moderni ricordarlo come qualcuno che finì i suoi giorni scrivendo drammi su temi classici.
In definitiva, Wiselius si era guadagnato un ruolo di spicco nel panorama culturale del Regno. Come dimostra la visita che gli rese, l'8 agosto 1824, il deposto sovrano di Svezia Gustavo IV: i due discussero dello Het Réveil, un movimento religioso protestante di 'rinascita', iniziato intorno al 1810 in Svizzera. A mostrare l'acquisito status del Wiselius, l'aneddoto prosegue notando come questi mostrò all'ospite la più grande stanza della casa, con vista sul parco e cinque grandi dipinti con scene di caccia, dipinte dal Jan Weenix, mentre Gustavo IV viveva, all'epoca, in due piccole stanze nel Cantone svizzero di San Gallo.

### Capo della polizia di Amsterdam
Nel 1835, in qualità di capo della polizia, Wiselius venne coinvolto nella repressione di una sommossa contro certe gabelle, organizzato dai proprietari di abitazioni alla Piazza Herenmarkt e nel quartiere di Jordaan. Pur avendo affidato la bisogna ad un commissario.
Wiselius si dimise nel 1840, ma conservò la carica di segretario della sezione letteraria della Accademia Reale, per alcuni anni ancora.

## Oblio sui trascorsi politici rivoluzionari
Nei lunghi anni successivi al 1813, sul passato politico del Wiselius scese una sorta di comandato oblio, come dimostrano i riferimenti a lui riservati da due libri pubblicati a Bruxelles, dal 1815 al 1830 recalcitrante provincia del Regno dei Paesi Bassi: la Galerie historique des contemporaines, del 1822, ne descrive esclusivamente le fortune letterarie, limitandosi ad annotare, in calce e quasi con pudore, uno scarno riferimento alla trascorsa carriera di leader rivoluzionario che non può essere passata sotto silenzio. Il Bibliophile belge, registrandone la morte nel 1845, lo ricorda esclusivamente come membro dell'istituto dei Paesi Bassi ed autore di molte tragedie in lingua olandese.